# Johan Lagerström (arkitekt)

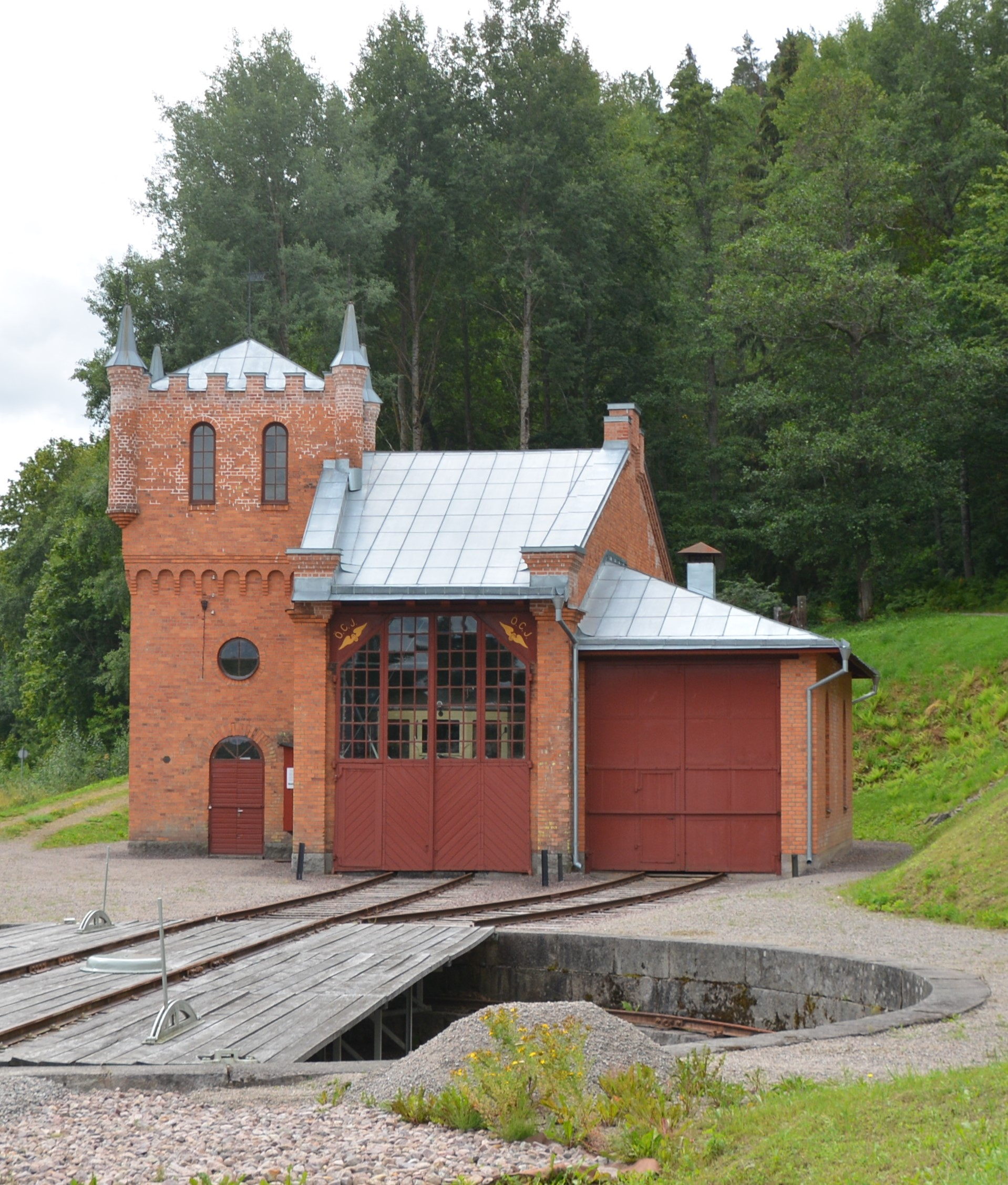
Lokstallet i Kisa.

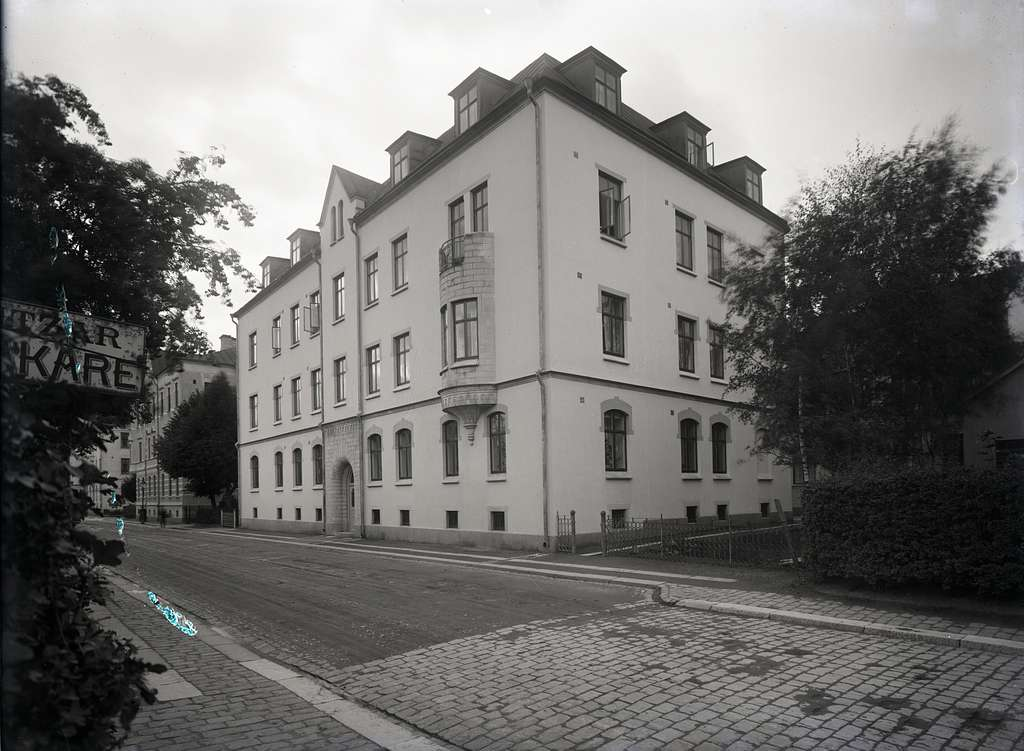
Klostergatan 54, Linköping

Johan Lagerström, född 1863, död 1930, var en svensk arkitekt.
Han var verksam i Linköping och stadsarkitekt där 1912-1925. Han ritade byggnadsminnet och rundlokstallet i Kisa 1901 och också övriga byggnader för Östra Centralbanan.

## Verk i urval
- Berga slotts huvudbyggnad, 1896 för Anton Ridderstad, 1896[4]
- Fyra typer av hus åt Östra Centralbanan, 1899
- Lokstallet i Kisa, 1901
- Lokstallet i Vimmerby
- Fabrik i kvarteret Buffeln i Linköping, 1897.
- Pianofabrik i kvarteret Eolus 4A, Apotekaregatan, Linköping, 1900
- Eternellen* 14 A, Klostergatan 54, Linköping, 1904[1]
- Ekoxen 3, Klostergatan 62, Linköping, 1904-1909
- Ekoxen 4, Klostergatan 60, Linköping,1904-1905
- Duvan 10, Drottninggatan 15, Linköping, 1906
- Duvan 11 B, Drottninggatan 13, Linköping, 1906-1908
- Kvarteret Fruängen, Fruängsgatan 1[5]
- Fruängen 14, Fruängsgatan 3, Nyköping, 1910[6][7]
- Kvarteret Fruängen, Fruängsgatan 5, 1911[5]
- Ringen 3, Dalagatan 13, Nässjö, 1920[8]